# Vefsn
Vefsn is een gemeente in de Noorse provincie Nordland. Vefsn werd als gemeente in 1837 opgericht en is vernoemd naar de nabijgelegen Vefsnfjord. Centrum van de gemeente is de stad Mosjøen, waar zo'n 10.000 mensen wonen. De stad ligt aan de monding van de rivieren de Vefsna en de Skjerva. In totaal telde de gemeente 13.465 inwoners in januari 2017.

## Geografie
De gemeente wordt van zuid naar noord doorsneden door de spoorlijn van Nordlandsbanen. In Mosjøen en Drevvatn is een station. Het station in Elsfjord werd in 1989 gesloten. 
Vrijwel parallel aan de spoorlijn loopt de E6. Bij Mosjøen, verreweg de grootste plaats binnen de gemeente, ligt een bescheiden vliegveld dat bediend wordt door Widerøe.
Alstahaug · Andøy · Beiarn · Bindal · Bø · Bodø · Brønnøy · Dønna · Evenes · Fauske · Flakstad · Gildeskål · Grane · Hadsel · Hamarøy · Hattfjelldal · Hemnes · Herøy · Leirfjord · Lødingen · Lurøy · Meløy · Moskenes · Narvik · Nesna · Øksnes · Rana · Rødøy · Røst · Saltdal · Sømna · Sørfold · Sortland · Steigen · Træna · Værøy · Vågan · Vefsn · Vega · Vestvågøy · Vevelstad

Fylker van Noorwegen